# Grantley Goulding
Grantley Thomas Smart Goulding (Hartpury, Gloucestershire, 1874. március 23. – Umkomaas, KwaZulu-Natal, 1947. július 29.) brit atléta. Részt vett az 1896-os nyári olimpián Athénban.
Goulding a 110 méteres gátfutásban versenyzett. 18,4 másodperces eredményével selejtezőcsoportjában első helyen végzett, így bejutott a döntőbe. Ott Thomas Curtis amerikai versenyzővel kellett megküzdenie. Majdnem ugyanolyan időt futottak; Curtis később azt írta, Goulding jobb ugró volt, de lassabb volt a földön. A verseny végén a sportbírák megállapították, hogy Curtis szűk 5 centiméterrel nyert. Mindkettőjük ideje 17,6 másodperc volt.